# Chevalmeire
Chevalmeire is een Belgische vrouwenwielerploeg die vanaf 2020 deel uitmaakt van het peloton.

## Sponsors

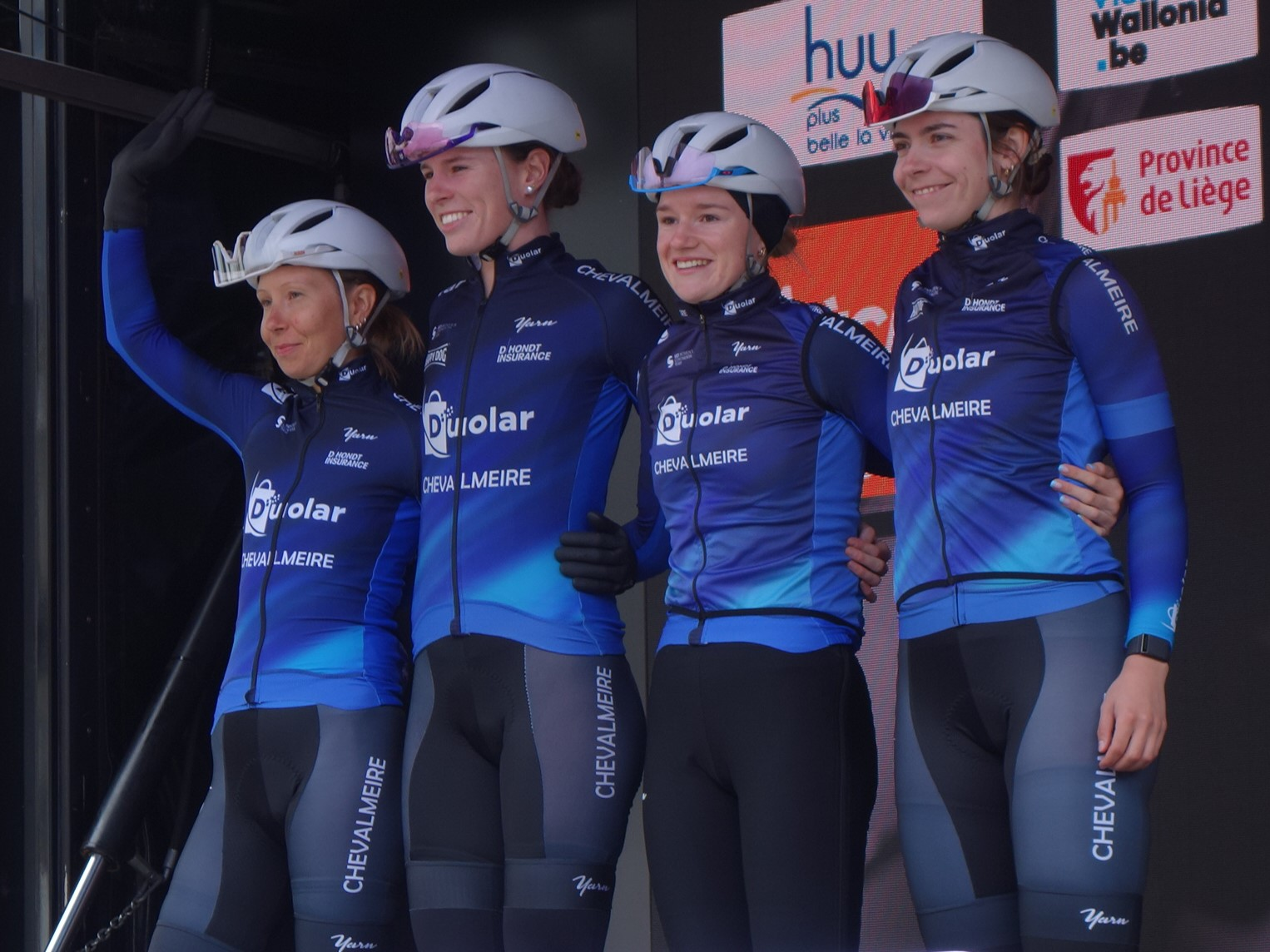
De ploeg in de Waalse Pijl 2024.

Vanaf de oprichting is zwembadbouwer Chevalmeire hoofdsponsor. In 2021 werd het Belgische casino Bingoal co-sponsor van de ploeg. In 2022 fuseerde de ploeg met het eveneens Belgische Doltcini-Van Eyck Sport: naast zeven rensters maakte ook co-sponsor Van Eyck Sport de overstap naar het nieuwe team Bingoal-Chevalmeire-Van Eyck Sport. In 2023 heette de ploeg Duolar-Chevalmeire en in 2024 opnieuw Chevalmeire, vanwege het uitblijven van de sponsorgelden van Duolar. In oktober 2023 stapte de ploeg naar de rechter, waar de ploeg in het gelijk werd gesteld en Duolar alsnog een deel van het sponsorbedrag voor 2023 betaalde. In afwachting van een nieuwe co-sponsor, reed het team in het voorjaar van 2024 nog steeds in het oude tenue.

## Ploeg 2024

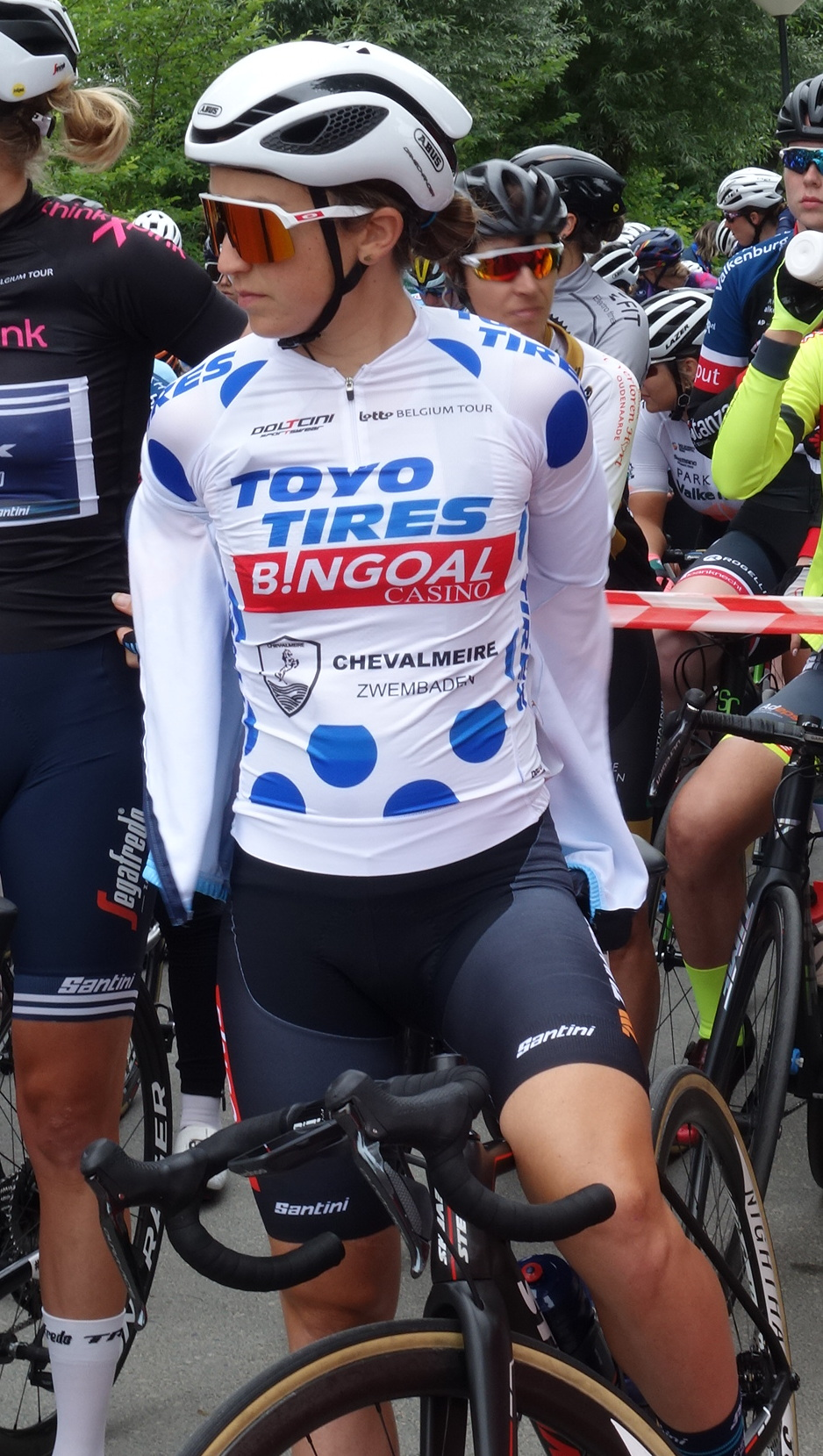
Rotem Gafinovitz in de bolletjestrui in de Lotto Belgium Tour 2021

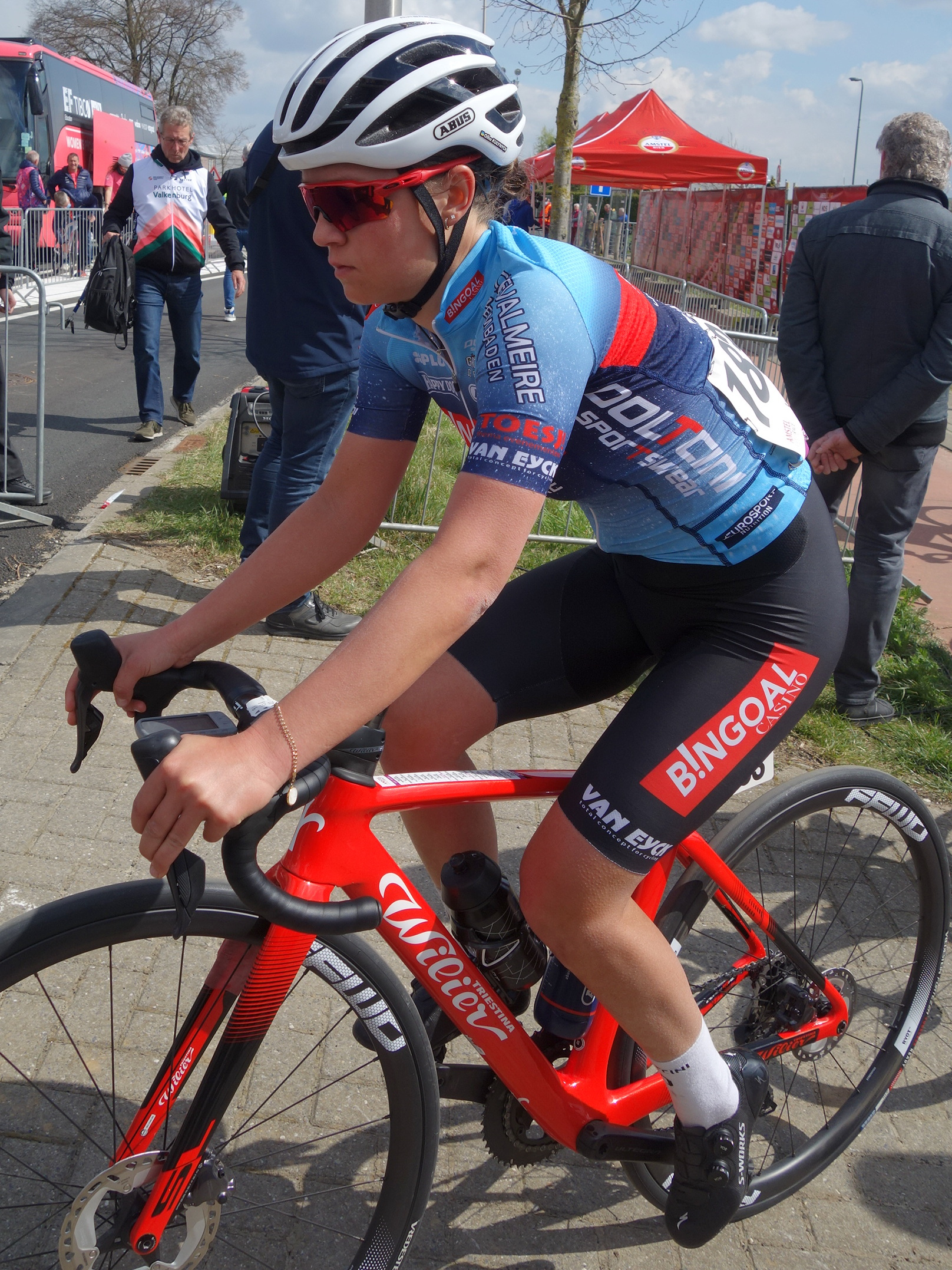
Olha Koelynytsj, Amstel Gold Race 2022

| Naam              | Geboortedatum | Vorige ploeg                        |
| ----------------- | ------------- | ----------------------------------- |
| Minke Bakker      | 11-03-1997    | Doltcini-Van Eyck Sport             |
| Nathalie Bex      | 12-04-1998    | Experza-Footlogix                   |
| Danique Braam     | 05-09-1995    |                                     |
| Kelly Druyts      | 21-10-1989    | Doltcini-Van Eyck Sport             |
| Malin Eriksen     | 21-01-1997    | Neo                                 |
| Tara Gins         | 02-12-1990    | Torelli - Cayman Islands - Scimitar |
| Antonia Gröndahl  | 25-05-1995    | IBCT                                |
| Cleo Kiekens      | 02-09-2004    | Neo                                 |
| Hanna Nilsson     | 16-02-1992    | Ceratizit-WNT                       |
| Emily Watts       | 26-11-2000    | Team Bridgelane                     |
| Lani Wittevrongel | 12-07-2004    | Neo                                 |

### Bekende ex-rensters
Nederlanders
- Leonie Bentveld (2023)
- Denise Betsema (2022)
- Natalie van Gogh (2020-2021)
- Demi de Jong (2020-2021)
- Thalita de Jong (2020-2022)
- Claudia Jongerius (2021-2022)
- Puck Moonen (2020-2021)
- Rozanne Slik (2020-2021)

Belgen
- Lotte Claes (2022)
- Demmy Druyts (2020-2021)
- Lenny Druyts (2020-2022)
- Justine Ghekiere (2021)
- Kelly Van den Steen (2020-2023)

Overig
- Roxane Fournier (2020)
- Rotem Gafinovitz (2021)
- Olha Koelynytsj (2022-2023)
- Rossella Ratto (2020-2021)

## Overwinningen
2021
 Israëlisch kampioen tijdrijden, Rotem Gafinovitz
Grote Prijs Beerens, Thalita de Jong
2022
GP Mazda Schelkens, Danique Braam